# Oxira afghana
Oxira afghana är en fjärilsart som beskrevs av Charles Boursin 1969. Oxira afghana ingår i släktet Oxira och familjen nattflyn. Inga underarter finns listade i Catalogue of Life.